# Страда (Мачерата)
Страда (итал. Strada) насеље је у Италији у округу Мачерата, региону Марке.
Према процени из 2011. у насељу је живело 1589 становника. Насеље се налази на надморској висини од 307 м.